# Вахш (посёлок)
Вахш (тадж. Вахш) — посёлок городского типа в Хатлонской области Таджикистана, административный центр Вахшского района. Посёлок расположен в 26 км от железнодорожной станции Бохтар (в прошлом — Курган-Тюбе), узел линий на Куляб, Термез и Яван.
Статус посёлка городского типа с названием Вахшстрой присвоен в 1937 году.
Указом Президиума Верховного Совета Таджикской ССР от 7 января 1966 года Вахшстрой переименован в посёлок городского типа Вахш. Согласно этому же указу стал центром Вахшского района вместо города Курган-Тюбе.
В советское время в посёлке было создано управление Вахшской оросительной системы.

## Население
| 1959 | 1970 | 1979 | 1989   | 2008   | 2015   | 2019   | 2020   | 2021   | 2022   |
| ---- | ---- | ---- | ------ | ------ | ------ | ------ | ------ | ------ | ------ |
| 7675 | 9016 | 9119 | 10 587 | 10 729 | 14 100 | 14 800 | 14 900 | 16 400 | 16 700 |